# 駒形友梨・三重野瞳の音楽きこうよ。
『駒形友梨・三重野瞳の音楽きこうよ。』（こまがたゆり・みえのひとみのおんがくきこうよ）は、2017年11月3日から2018年7月6日までラジオ大阪で放送されていたラジオ番組。パーソナリティーは駒形友梨と三重野瞳。

## 概要
駒形と三重野による音楽番組で、2018年7月7日・8日にワールド記念ホールで開催された「ラジオ大阪開局60周年記念 V-STATION THE LIVE! Passion!! 2018」の情報を発信する特別応援番組であった。アニメやゲームの音楽を紹介する内容であった。

## 放送日時
| 放送局     | 放送期間                     | 放送時間            | 備考 |
| ---------- | ---------------------------- | ------------------- | ---- |
| ラジオ大阪 | 2017年11月3日 - 2018年7月6日 | 金曜 23:30 - 翌0:00 |      |